# Samal, Bataan
Samal là một đô thị cấp bốn ở tỉnh Bataan, Philippines. Theo điều tra dân số năm 2015, đô thị này có dân số 35.298 người trong. 

## Các đơn vị hành chính
Vvề mặt hành chính, đô thị này được chia thành 14 khu phố (barangay).
- Đ Calaguiman (Pob.)
- Đ Daang Bago (Pob.)
- Ibaba (Pob.)
- Imelda
- Lalawigan
- Palili
- San Juan (Pob.)
- San Roque (Pob.)
- Santa Lucia
- Sapa
- Tabing Ilog
- Gugo
- West Calaguiman (Pob.)
- West Daang Bago (Pob.)